# Mao tử có cựa
Mao tử có cựa (danh pháp hai phần: Thrixspermum calceolus) là một loài lan đặc hữu của đông nam Úc.
Tại Việt Nam, cây có mặt ở các khu vực: Cao Bằng, Quảng Bình, Gia Lai.

## Hình ảnh

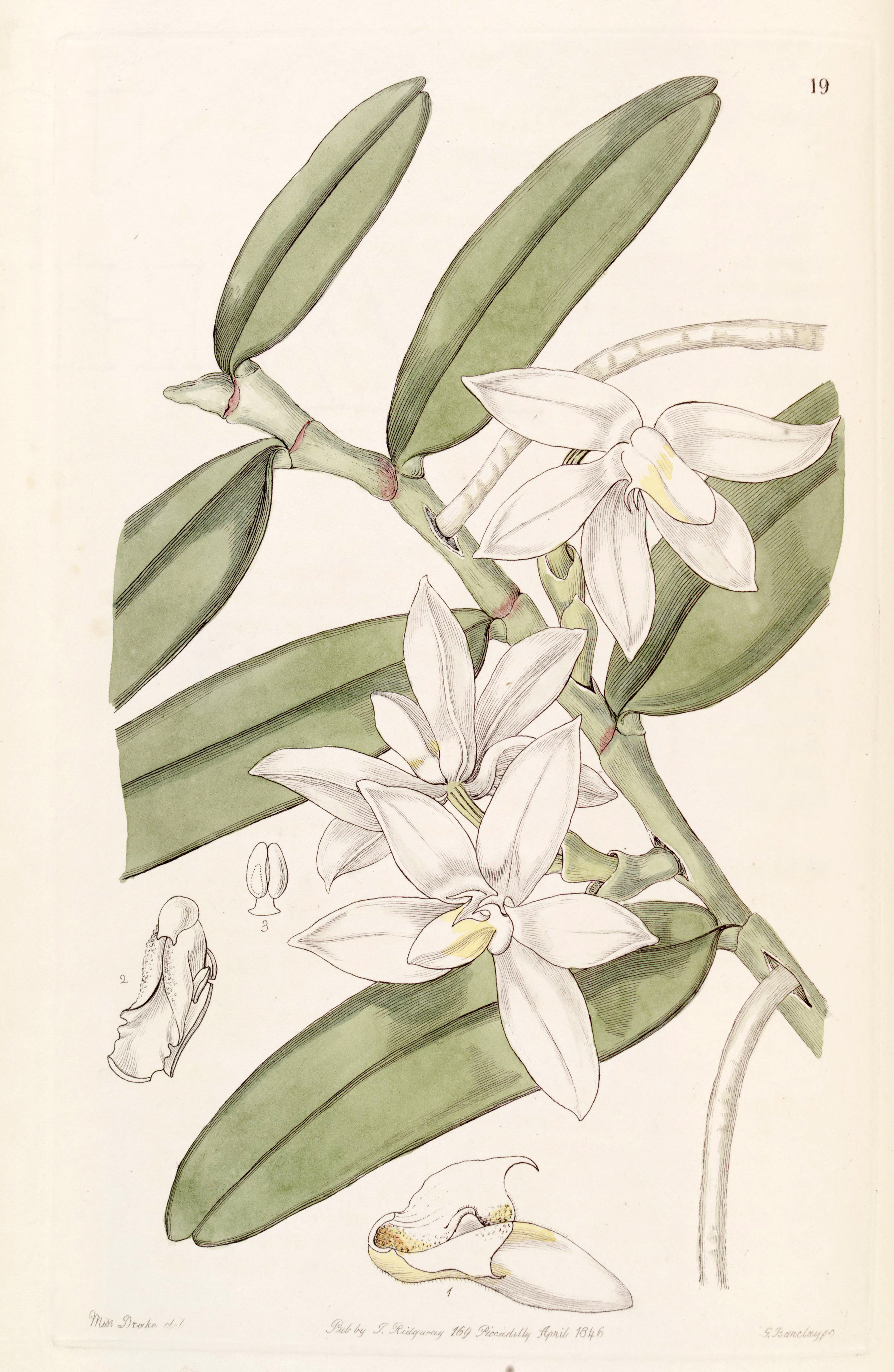